# Burgemeester Eliasstraat
De Burgemeester Eliasstraat is een straat in Amsterdam Nieuw-West, gelegen in de buurt Slotermeer Zuid. De Burgemeester Eliasstraat ligt tussen de Haarlemmerweg en de Louis Couperusstraat in Slotermeer. De straat wordt gekruist door de Burgemeester Vening Meineszlaan, de Burgemeester De Vlugtlaan en de Burgemeester Van Tienhovengracht.
De straat kreeg zijn naam in 1952 en werd vernoemd naar Jhr. David Willem Elias (1758-1828), burgemeester van Amsterdam van 1813 tot 1828.
De Burgemeester Eliasstraat loopt van nummer 1 tot 76. Volgens het Parool doet de aanduiding 'straat' geen recht aan "deze weelderige groene laan met vijf rijen bomen en aan weerszijden brede gazons".
Het eerste stuk van de Burgemeester Eliasstraat is ook wel ‘villastraatje’ genoemd (De oesters van Nam Kee (2000), ISBN 9789023486596 van Kees van Beijnum). Deze benaming dankt het begin van de straat aan de vrijstaande woningen die onder architectuur zijn gebouwd halverwege de jaren ’50.
Burgemeester Eliasstraat 1 is ontworpen door Bernard Bijvoet, bekend van het ontwerp van het Okura Hotel, compagnon van Jan Duiker en bewonderd door Le Corbusier. Burgemeester Eliasstraat 5 is ontworpen door Willem Bollebakker. Burgemeester Eliasstraat 9 is ontworpen door Piet Zanstra, bekend van het ontwerp van de Europarking aan de Marnixstraat, het Maupoleum aan de Jodenbreestraat en het Caransa Hotel aan het Rembrandtplein.
Bij de kruising met de Burg. Vening Meineszlaan ligt een kerkgebouw op nummer 72. Dit was oorspronkelijk gebouwd als rooms-katholieke Catharinakerk, maar wordt nu gebruikt door syrisch-orthodoxen. Het gebouw is gemeentelijk monument. Achter de kerk staan scholen. In 1962 werd bij de kruising met de Burgemeester de Vlugtlaan het beeld De bouwvakarbeider van Jan Havermans geplaatst.
Over de Burg. Van Tienhovengracht ligt brug 611, sinds 2017 genaamd Tineke Guilonardbrug, naar verzetsstrijdster en sociologe Tineke Guilonard.
Aan het einde van de Burgemeester Eliasstraat op nummer 76 is Visio (organisatie), een school voor slechtziende en blinde leerlingen, gevestigd.
De Volkskrant Magazine besteedde op 11 juli 2020 in zomerrubriek het Ommetje aandacht aan Tuinstad Slotermeer. Daarin is onder andere de Burgemeester Eliasstraat uitgelicht waaronder het 'villastraatje' .
De "bomenrijke" Burgemeester Eliasstraat maakt deel uit van de 'Doorlopend-groen-wandeling' van het Van Eesteren Museum.

## Openbaar vervoer
Er rijdt geen buslijn meer door de straat. Tot 2010 reed bus 64 door de straat tussen de Vening Meineszlaan en de De Vlugtlaan terwijl bus 21 van 1959 tot 2006 door dit deel van de de straat reed. Dit gedeelte van de straat is sinds de herinrichting en versmalling niet meer geschikt voor busverkeer.